# Эллиот Роджер
Эллиот Роджер (англ. Elliot Oliver Robertson Rodger) — американский студент, который стал известен после того, как 23 мая 2014 года совершил серию нападений в Айла-Висте, Калифорния, в результате которых погибли шесть человек и четырнадцать получили ранения. После нападений Роджер покончил с собой.
Перед инцидентом он оставил манифест под названием "Мой извращённый мир", а также опубликовал несколько видео на YouTube, в которых выражал свою ненависть к женщинам и обществу в целом за предполагаемое пренебрежение и несправедливость по отношению к нему. В манифесте он подробно описал свои намерения и подготовку к атаке, включая покупку огнестрельного оружия и боеприпасов. Он стал символом среди некоторых сообществ, в частности сообщества инцелов, продвигающих, среди прочего, мизогинистские взгляды. Его действия вызвали широкое обсуждение в обществе и привели к усилению внимания к вопросам психического здоровья, мизогинии и насилия.

## Биография
Родился 24 июля 1991 года в Лондоне, Англия. Его отец, Питер Роджер британский кинорежиссёр и фотограф, наиболее известный своей работой над фильмом «Голодные игры». Мать, Ли Чин Роджер, исследователь по вопросам киноведения, родом из Малайзии, также работала в киноиндустрии; получив медицинское образование, она работала медсестрой на съёмках фильмов «Принцесса-невеста» и «Индиана Джонс и последний крестовый поход». Его дед по отцовской линии Джордж Роджер был фотожурналистом, известным своими снимками концентрационного лагеря Берген-Бельзен.

### Ранние годы и детство
После рождения Роджера его семья переехала в Сассекс, Англия, где тот рос в относительном комфорте и материальном достатке. Мать оставила карьеру медсестры, чтобы заботиться о Роджере, и вскоре родила дочь, с которой у Роджера возникла тесная связь с бабушкой по материнской линии, которая позже переехала в семейный дом. Родители Роджера развелись, когда ему было семь лет. Примерно в это время Роджер начал проявлять трудности в общении с другими людьми. Опека над ним была разделена между родителями; Роджер и его младшая сестра жили с матерью по будням и с отцом по выходным. Он посещал несколько частных школ, но часто чувствовал себя одиноким и изолированным, что усиливало его чувство отчуждения от сверстников. Будучи учеником начальной школы, Роджер был тихим и замкнутым; у него были проблемы с речью, он отвечал шёпотом, если к нему обращались, предпочитал записывать информацию, а не говорить, и избегал общения со сверстниками на переменах.

### Подростковые годы и юность
В подростковом возрасте проблемы Роджера усугубились. Он боролся с социальной адаптацией и установлением отношений с другими людьми, особенно с девушками. Его социальная изоляция и чувство неполноценности способствовали развитию мизогинистских и озлобленных взглядов. Одним из его обидчиков была светловолосая девушка, которая, по словам Роджера, способствовала развитию его женоненавистнических взглядов. Эллиот вёл дневники и писал публикации в блогах, где делился своими мыслями о несправедливости и чувстве превосходства над другими. В 1999 году мать Роджера подала заявление с просьбой увеличить алименты на сына от его отца, назвав сына «высокофункциональным аутистом» с особыми потребностями. Отец Роджера представил диагноз доктора Стивена М. Скаппы, который заявил, что диагноз аутизма был неверным, поскольку эксперт мог упустить такие состояния, как депрессия и тревожность. По мере взросления Роджер стал стесняться своего низкого роста и стройной фигуры; непродолжительное время он играл в баскетбол, полагая, что это поможет ему стать выше. Он также стал стесняться своего смешанного происхождения, которое, как он считал, выделяло его среди его полностью белых сверстников.  В возрасте девяти лет, пытаясь слиться с толпой, Роджер перекрасил волосы в светлый цвет и начал кататься на скейтборде, надеясь, что эти изменения помогут ему подружиться с другими детьми.
Мать Роджера встречалась с режиссёром Джорджем Лукасом в течение короткого периода в конце 1990х годов, в результате чего она и Роджер были приглашены на премьеру фильма Звездные войны: Эпизод I: Призрачная угроза. Роджер стал меньше ходить в кино, поскольку ему было неприятно присутствие пар в кинотеатрах. Социальная активность Роджера снизилась в средней школе, и он погрузился в популярные видеоигры, такие как Halo и World of Warcraft. Роджер рассказывал, что старшеклассники жестоко издевались над ним, в том числе приклеивали его голову к парте, когда он засыпал, толкали в шкафчики и подвергали гомофобным оскорблениям из-за его отказа общаться с девочками. Роджер был подавлен издевательствами, он замкнулся в себе, пренебрегал домашними заданиями и часами играл в видеоигры. Вскоре Роджер стал зацикливаться на том, чтобы стать богатым, считая, что это ключ к получению внимания со стороны женщин. Он купил лотерейные билеты на джекпот Mega Millions, но не выиграл и убеждал свою мать выйти замуж за богатого человека.
Когда ему было 11 лет, один из пользователей чата AOL поделился с Роджером откровенными сексуальными изображениями, что вызвало у него сильное потрясение и эмоции. По достижении половой зрелости у Роджера появилось сильное сексуальное влечение, но он стал считать, что никогда не будет иметь сексуальных отношений с женщинами.
В последний день учёбы Роджера на первом курсе его однокурсник рассказал о сексе со своей девушкой. Роджер не поверил ему, заставив одноклассника воспроизвести голосовую запись, на которой он сам и его девушка занимаются сексом. После того, как Роджер в очередной раз столкнулся с отчуждением, мать забрала его из школы.

### Последующая жизнь
К 18 годам Роджер прекратил психиатрическое лечение и отказался принимать назначенные ему лекарства. Роджер поступил в Лос-Анджелесский колледж Пирса, но вскоре бросил его, увидев слишком много счастливых пар, что вызвало у него чувство гнева.
Несмотря на призывы матери искать работу, Роджер часто проводил время дома или читая в книжном магазине, надеясь найти друзей. Он сидел в кафе, надеясь, что к нему подойдёт познакомиться какая-нибудь девушка. Родители Роджера беспокоились о его жизненном пути и предлагали ему помощь в поиске работы, но Роджер считал многие предложенные ему профессии «ниже его достоинства». Отец Роджера направил его к одному из своих друзей, и Роджер некоторое время проработал на стройке.

### Психическое здоровье
С раннего возраста у Роджера были проблемы с психическим здоровьем. Его родители и врачи пытались помочь ему, назначая терапию и медикаментозное лечение, но это не принесло значительных улучшений. В своих текстах и видео Роджер часто упоминал о депрессии и социальной тревожности. В 2007 году Роджеру был поставлен диагноз первазивное расстройство развития состояние в спектре аутизма, которое приводит к проблемам в социальном развитии. Хотя Роджер не соответствовал критериям для постановки диагноза аутизма, диагноз помог ему получить ресурсы для специального образования. В возрасте 15 лет Роджеру были назначены алпрозолам и флуоксетин, он стал принимать их, но через год прекратил приём этих лекарств.

## Планирование нападения

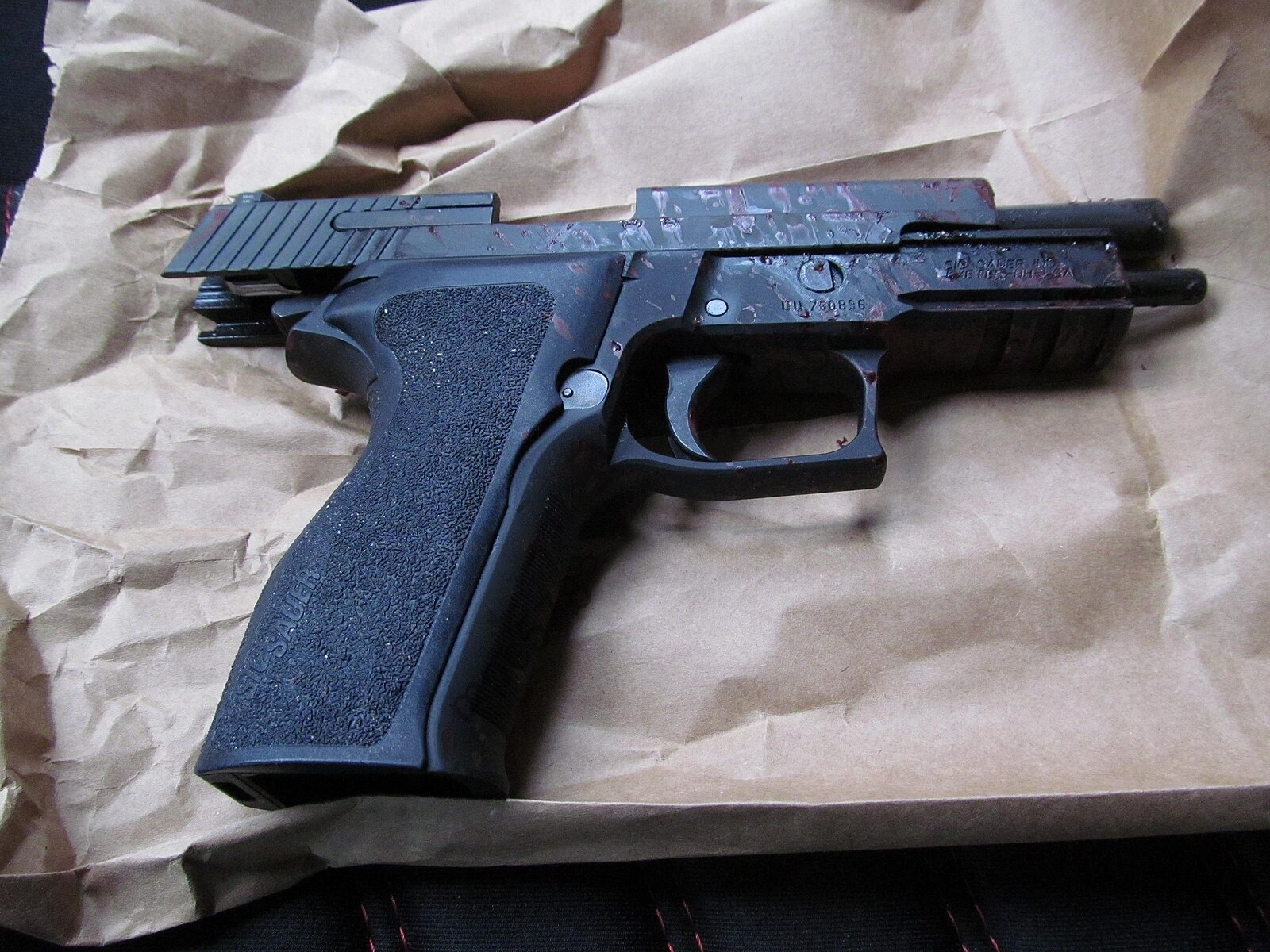
Пистолет SIG Sauer P226, использованный Эллиотом Роджером во время преступления.

В августе 2013 года, во время восстановления после операции на лодыжке, Роджер остановился у своей матери и согласился встретиться с психотерапевтом. Обиженный инцидентом на домашней вечеринке и постоянными отказами со стороны женщин, Роджер решил, что единственным выходом для него будет «День возмездия». Из-за перелома лодыжки он отложил запланированное нападение до начала 2014 года. Родители Роджера искали для него более профессиональную помощь, что привело к сеансам терапии у психиатра Чарльза Софи, который начал лечить Роджера в конце 2012 года Софи прописал антипсихотический препарат рисперидон, который Роджер решил не принимать, изучив его в Интернете. Роджер перестал посещать врача к концу 2013 года.
В январе 2014 года Роджер планировал совершить нападение в День святого Валентина, или на Дельтопию, весенние каникулы в Айла-Висте в начале апреля. Он отказался от этих дат из-за усиленного присутствия полиции и осознания того, что ему требуется дополнительное время на подготовку. В итоге Роджер решил совершить нападение 26 апреля. В феврале 2014 года Роджер позвонил сестре, будучи пьяным и бродя в одиночестве по Айла-Висте, жалуясь на то, что женщины игнорируют его. Сестра Роджера успокоила его и приободрила. Обеспокоенная его социальной изоляцией, она стала бояться, что жизнь в Айла-Висте ещё больше подорвёт психическое здоровье её брата.
В феврале 2014 года Роджер купил в Окснарде ещё один пистолет SIG Sauer P226 за 1132 доллара на случай, если два других пистолета заклинит. В течение февраля и марта того же года Роджер посещал оружейные тиры и совершал многочисленные покупки боеприпасов на деньги, которые он откладывал на подарки от бабушки и дедушки и ежемесячное пособие в 500 долларов от отца. Роджер дважды посещал библиотеку в SBCC, где библиотекарь помог ему найти книги о серийных и массовых убийствах. Он читал книги в библиотеке, но никогда не брал их на дом. Также Роджер планировал совершить нападение на Хэллоуин, но понял, что усиленное присутствие полиции в этот праздник помешает его планам.

## Ход событий

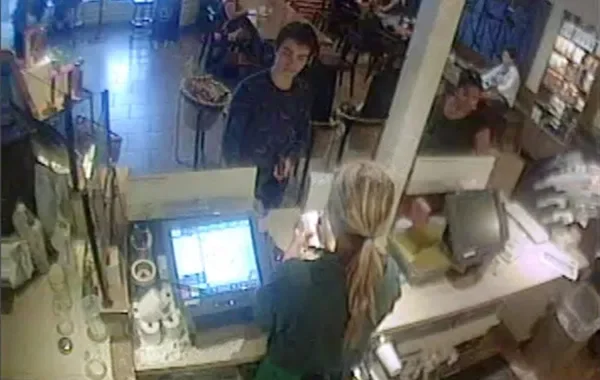
Роджер в «Starbucks» после убийства соседей по комнате, за несколько часов до того, как начать расстрел.

Вечером 23 мая 2014 года Роджер начал свою серию убийств с нападения на трёх своих соседей по комнате. Несмотря на то, что первоначально Роджер выбрал 24 мая в качестве даты нападения, он начал свои атаки на день раньше. Перед началом нападений Роджер принял ксанакс и бензодиазепин. Незадолго до этого он просматривал порнографию в интернете и делал запросы «тихое бесшумное убийство ножом» и «как убить кого-то ножом», а затем практиковался в нанесении ударов на простынях и подушках. Роджер зарезал Хонга, Ванга и их 19-летнего друга Джорджа Чена в их квартире, устроив засаду на каждого по отдельности. После убийства своих соседей, спустя несколько часов Роджер отправился в Starbucks и купил тройной ванильный латте. Затем он вернулся в свою квартиру, отправил по электронной почте свой манифест 34 людям и загрузил семиминутное видео под названием «Возмездие Эллиота Роджера» на YouTube.
Первым местом нападения стала женская студенческая ассоциация Альфа Фи, не сумев войти внутрь, он заметил трёх женщин, членов сестринства гуляющих вокруг дома. В результате он застрелил двух девушек, которые находились снаружи: Кэтрин Купер, Веронику Вайс и тяжело ранил третью женщину. Затем он продолжил свою поездку по городу, стреляя по прохожим и сбивая их на автомобиле. Роджер проехал мимо гастронома, выстрелил внутрь, где убил 20-летнего Кристофера «Криса». На перекрёстке улиц Пардалл и Эмбаркадеро Роджер открыл огонь по кафе, ранив нескольких человек внутри.
Он дважды вступал в перестрелку с полицией и получил ранение бедра. Во время преследования он продолжал стрелять по прохожим и в полицейских. Его атака закончилась после того, как он врезался на своём BMW в велосипедиста. Когда полиция подошла к его машине, они обнаружили Роджера застрелившимся.

## Жертвы и последствия
В результате нападения погибли шесть человек и тринадцать получили ранения. Среди погибших были трое соседей Роджера, две девушки у женской ассоциации и один мужчина в продуктовом магазине. Среди раненых были как жертвы стрельбы, так и те, кого он сбил автомобилем.

### Погибшие
- Вэйхан Ванг, 20 лет, младший специалист по компьютерной инженерии
- Ченг Юань Хонг, 20 лет, младший специалист по компьютерной инженерии
- Джордж Чен, 19 лет, студент младших курсов по специальности «компьютерные науки»
- Вероника Элизабет Вайс, 19 лет, первокурсница по специальности «финансовая математика и статистика»
- Кэтрин Бреанн Купер, 22 года, старшекурсница с двойной специализацией по истории искусств и классике и археологии
- Кристофер Росс Майклз-Мартинес, 20 лет, студент второго курса по специальности «английский язык»

В июне 2014 года тело Роджера было кремировано и передано его семье, которая провела частную церемонию и планировала провести похороны в Англии позже в том же году.

## Манифест
Эллиот Роджер оставил после себя манифест под названием "Мой извращённый мир" ("My Twisted World"), который представляет собой автобиографический документ объёмом 141 страницу. В этом манифесте он детально излагает свою биографию, мировоззрение, жалобы на общество и причины, побудившие его к совершению нападения.
Роджер описывает своё детство и ранние годы жизни, подчёркивая моменты, которые, по его мнению, повлияли на его дальнейшее развитие. Он рассказывает о своей семье, школьных годах, трудностях с социализацией и начальных проявлениях изоляции и чувства неполноценности.
В заключительной части манифеста Роджер излагает свои планы по совершению нападения. Он подробно описывает свои мысли и мотивы, а также конкретные шаги, которые он предпринял для подготовки к атаке. Здесь он выражает своё желание "отомстить" обществу и особенно женщинам за то, что, по его мнению, они отвергали его и лишали счастья.

#### Основные темы и мотивы
Значительная часть манифеста посвящена ненависти Роджера к женщинам, которых он обвиняет в своих неудачах и страданиях. Он утверждает, что женщины несправедливо отвергали его, предпочитая других мужчин, что вызывало у него чувство обиды и ненависти.
Социальная изоляция и одиночество: Роджер описывает свою жизнь как полную одиночества и изоляции. Он чувствовал себя отвергнутым и непонятым, что, по его мнению, делало его жизнь невыносимой.
Чувство превосходства и зависти: В манифесте Роджер часто выражает своё убеждение, что он заслуживает лучшей жизни и отношения, чем другие люди. Он также выражает зависть к тем, кто, по его мнению, живёт лучше и получает то, чего он сам был лишён.
Обида на общество: Роджер винит общество в своих страданиях, обвиняя его в несправедливом распределении счастья и благ. Он считает, что общество отвергло его и оставило на обочине, что подталкивало его к желанию отомстить.

## Влияние в обществе
После своего нападения Роджер стал темой для разговоров о психическом здоровье, радикализации в Интернете и женоненавистничестве. Его называют одним из первых представителей субкультуры инцелов и маносферы, на интернет-форумах его называют «героем» и «святым». Нападения Роджера часто восхвалялись инцелами по всему миру. Он оказал вдохновение на других участников массовых убийств, включая устроивших стрельбу в колледже в Розберге в 2015 году и теракт в Торонто в 2018 году.
Нападение Роджера вызвало такие кампании в социальных сетях, как #NotAllMen и #YesAllWomen, и способствовало постоянным дискуссиям о токсичной маскулинности, гендерном насилии и влиянии интернет-форумов на радикализацию молодых людей, которые намереваются совершить преступления-подражания.
Инцелы, участвовавшие или подозреваемые в других массовых убийствах, часто ссылались на Роджера как на источник влияния, называя свои нападения «походом E.R.».
Также инцелы публиковали песни в честь Роджера, в сообществе Роджера называют «святым» и «героем», отмечая «День святого Эллиота» в каждую годовщину его нападений.